# Episodi di Gli Orsetti del Cuore (prima stagione)
| nº  | Titolo inglese                 | Titolo italiano                   | Prima TV USA      | Prima TV Italia |
| --- | ------------------------------ | --------------------------------- | ----------------- | --------------- |
| 1a  | Camp                           | Il campeggio estivo               | 14 settembre 1985 |                 |
| 1b  | Birthday                       | Il compleanno                     | 14 settembre 1985 |                 |
| 2a  | Braces                         | L'apparecchio                     | 21 settembre 1985 |                 |
| 2b  | Split Decision                 | La partita                        | 21 settembre 1985 |                 |
| 3a  | Lucky Charm                    | Fortuna che viene, fortuna che va | 28 settembre 1985 |                 |
| 3b  | Soap Box Derby                 | La corsa                          | 28 settembre 1985 |                 |
| 4a  | The Last Laugh                 | La notte delle risate             | 5 ottobre 1985    |                 |
| 4b  | The Show Must Go On            | Lo spettacolo deve continuare     | 5 ottobre 1985    |                 |
| 5a  | The Forest of Misfortune       | Avventura nel bosco               | 12 ottobre 1985   |                 |
| 5b  | Magic Mirror                   | Lo specchio magico                | 12 ottobre 1985   |                 |
| 6a  | Daydreams                      | Sogni a occhi aperti              | 19 ottobre 1985   |                 |
| 6b  | Runaway                        | Addio!                            | 19 ottobre 1985   |                 |
| 7a  | Mayor for a Day                | Sindaco per un giorno             | 26 ottobre 1985   |                 |
| 7b  | The Night the Stars Went Out   | Dove sono finite le stelle?       | 26 ottobre 1985   |                 |
| 8a  | The Magic Shop                 | Il negozio magico                 | 2 novembre 1985   |                 |
| 8b  | Concrete Rain                  | Pioggia di cemento                | 2 novembre 1985   |                 |
| 9a  | Dry Spell                      | Siccità                           | 9 novembre 1985   |                 |
| 9b  | Drab City                      | La città incolore                 | 9 novembre 1985   |                 |
| 10a | Wedding Bells                  | Matrimonio a Tantamore            | 16 novembre 1985  |                 |
| 10b | The Old Man and the Lighthouse | Il guardiano del faro             | 16 novembre 1985  |                 |
| 11a | The Cloud Worm                 | Il bruco delle nuvole             | 23 novembre 1985  |                 |
| 11b | The Girl Who Called Wolf       | Bugie                             | 23 novembre 1985  |                 |